# Once (Nightwish)
Once is het vijfde album van de Finse symfonische metalband Nightwish. Het werd uitgegeven op 7 juni 2004 door Nuclear Blast. Spinefarm Records gaf ook een platinumversie van dit album uit op 24 november 2004, met daarop de oorspronkelijke nummers, plus Live to Tell the Tale, White Night Fantasy en de videoclip van Nemo door Antti Jokinen. De Noord-Amerikaanse versie van Once bevat de clip van Wish I Had an Angel, in plaats van de clip van Nemo.
Alle teksten zijn van Tuomas Holopainen.
Dit is het laatste studioalbum met Tarja Turunen als leadzangeres.

## Tracklist
1. Dark Chest of Wonders (04:28)
2. Wish I Had an Angel (04:03)
3. Nemo (04:36)
4. Planet Hell (04:39)
5. Creek Mary's Blood (08:29)
6. The Siren (04:45)
7. Dead Gardens (04:26)
8. Romanticide (04:57)
9. Ghost Love Score (10:00)
10. Kuolema tekee taiteilijan (03:34)
11. Higher than Hope (05:35)

## Singles
- Nemo (2004)
- Wish I Had an Angel (2004)
- Kuolema Tekee Taiteilijan (2004)
- The Siren (2005)